# Шварлейка
Шварле́йка — небольшая река в Сызранском районе Самарской области. Длина реки — 5,5 км. Является правым притоком реки Крымза.

## Описание
Начинается как овраг Шварлейка в осиново-липовом лесу южнее села Дружба. Течёт в юго-восточном направлении мимо урочища Дачки. Впадает в Крымзу на 40 км от её устья. Устье находится на северо-западе села Трубетчино. Ширина водоохранной зоны реки — 50 м. Ширина водоохранной прибрежной полосы — 15-250 м.

## Данные водного реестра
По данным государственного водного реестра России, относится к Нижневолжскому бассейновому округу. Речной бассейн — Волга от верховий Куйбышевского водохранилища до впадения в Каспий, водохозяйственный участок — Сызранка от истока до города Сызрани (выше города).
Код водного объекта: 11010001312199000000070.